# Sonata per a piano núm. 15 (Beethoven)
La Sonata per a piano núm. 15 en re major, op. 28 va ser composta per Ludwig van Beethoven el 1801. El nom de "Pastoral" el va afegir A. Cranz en la publicació de l'obra de Beethoven, però va ser encunyat per primera vegada per un editor de Londres, Broderip i Wilkinson. Encara que no és tan famós com la seva predecessora immediata, la Sonata per a piano núm. 14 "Clar de lluna", és admirada pel seu intricat tecnicisme, així com per la seva bellesa. La sonata dura uns 25 minuts en una interpretació amb les seves repeticions previstes. Fou publicada el 1801 i l'obra està dedicada al comte Joseph von Sonnenfels.
S'ha debatut si el títol de "pastoral" es refereix a una connexió amb la natura (com la Simfonia núm. 6, "Pastoral"), o per la calma, la senzillesa i lleugeresa que conté. Els editors de Beethoven tenien una tendència a anomenar les seves sonates sense fer-li cap consulta. Beethoven va escriure la major part de les seves obres amb elements d'un gran contrast, i això no és tan evident en aquesta sonata. Encara que els seus primers i últims moviments poden ser descrits com a "pastoral", els dos moviments centrals tenen unes altres qualitats i s'allunyen de l'atribució.

## Estructura

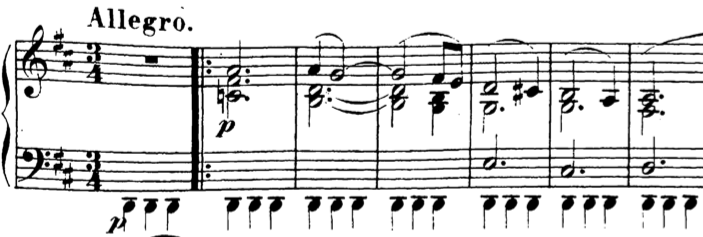
Inici de la Sonata per a piano núm. 15. Edició de Breitkopf & Härtel.

| I. Allegro                                                |
|                                                           |
| Interpretació de Karine Gilanyan (per cortesia de Musopen |
|                                                           |
| II. Andante                                               |
|                                                           |
| Interpretació de Karine Gilanyan (per cortesia de Musopen |
|                                                           |
| III. Scherzo. Allegro Vivace                              |
|                                                           |
| Interpretació de Karine Gilanyan (per cortesia de Musopen |
|                                                           |
| IV. Rondo. Allegro ma non Troppo                          |
|                                                           |
| Interpretació de Karine Gilanyan (per cortesia de Musopen |
|                                                           |

La sonata en re major, i segueix la típica forma de quatre moviments de la sonata clàssica.
- Allegro, en compàs de 3/4
- Andante, en compàs de 2/4
- Scherzo: Allegro vivace, en compàs de 3/4
- Rondo: Allegro ma non troppo, en compàs de 6/8

El primer moviment, Allegro, en re major, mostra una línia de baix repetitiu i monòton. Aquest tema continua en diverses formes al llarg de la sonata. La mà dreta presenta el senzill tema principal del moviment però després s'introdueix una segona melodia, més tensa, en fa sostingut menor, amb corxeres constants. El desenvolupament del moviment s'executa a través de diverses tonalitats menors, cada vegada d'un caràcter més dramàtic i comprimeix el tema principal en un repetit ritme d'un compàs, que s'esvaeix a poc a poc. Després, hi ha la recapitulació dels temes inicials.
El moviment, Andante, està en re menor. La característica principal és el baix de semicorxeres en staccato. Hi ha una lleugera desviació tonal en un diàleg que inclou un ritme amb figures irregulars, en staccato i un conjunt de tresets de semicorxeres. Finalment, retorna la melodia principal.
L'Scherzo està en re major. La seva característica més important és el contrast entre quatre notes llargues, cadascuna a una octava de distància, i una ràpida melodia de corxeres. El trio, en si menor, repeteix vuit vegades una senzilla melodia de quatre compassos.
L'últim moviment és un rondó. És la primera obra de Beethoven que posa la indicació, ma non troppo.
Després de completar aquesta Sonata per a piano op. 28 Beethoven va dir al seu amic Krumpholz que no estava msssa satisfet amb el que havia escrit i que es posaria a compondre d'una manera diferent; la que seria la seva Sonata per a piano núm. 16.